# 关根忍
关根忍（日语：／ Sekine Shinobu，1943年9月20日—2018年12月18日），日本男子柔道运动员。

## 生平
他在1972年慕尼黑夏季奥林匹克运动会中，参加了男子柔道比赛并获得80公斤级金牌。